# 배반의 장미 (드라마)
《배반의 장미》는 1990년 1월 6일부터 1990년 8월 26일까지 방영된 문화방송 주말연속극이다.

## 줄거리
결혼 생활 20일 만에 교통사고를 당해 식물인간이 된 남편 민수를 6년 반이나 돌보던 서지영에게 재벌 2세 김성혁이 청혼한다.
두 사람의 결혼 후, 민수가 기적적으로 소생하고 이로부터 3각의 애정갈등과 함께 민수의 교통사고에 대한 미스터리가 풀려나간다는 내용의 멜로 드라마이다.

## 등장 인물
- 정애리(서지영) : 민수의 전 부인, 성준의 제수, 서영철 한 여사 부부 딸.
- 이정길(김성혁/이성혁) : 성준 동생, 지영 남편.
- 남성훈(이민수) : 민지 아빠, 지영 전 남편, 서영철 전 사위.
- 김자옥(나유미, 본명 김순영) : 이민수 내연녀,원래 어린 나이에 룸살롱에 있었다가 진사장아들하고 결혼후 자식을 낳았지만 강제이혼을 당하고 한국을 떠나서 미국에서 민수를 만난다. 그러나 민수에게 배신을 당하고 한국으로 쫓아와 민수를 차로 치고 외국으로 떴다가 나유미로 신분세탁후 자식미끼로 협박을 했다가 뜻대로 되지 않았고 그러던 중 민수의 생존사실을 알고 접근한다.
- 신구(서영철) : 지영 친정아버지, 이민수 전 장인. 민지 외할아버지.
- 강부자(이은수) : 민수 누나, 민지 고모.
- 이순재(김원일) : 성혁의 아버지
- 정혜선(한 여사) : 원일 아내, 성혁 모
- 윤여정(옥선) : 민수 형수, 경수 아내.
- 정운용(이경수) : 민수 형, 옥선 남편.
- 김용건(김성준) : 성혁 형.
- 정재순(명애) : 성준 아내, 성혁 형수.
- 조형기(홍기표) : 유미 협박범.
- 최형선(이민지) : 이은수 조카, 서지영, 이민수 부부 친딸. 성혁 수양딸. 서영철 외손녀.
- 김애경(진사장)
- 이상숙(여주) : 옥선의 후배.
- 김동주(김동숙)
- 김호영(황 교수)
- 노경주(정화)
- 남영진
- 유선애, 전현, 이형준

## 참고 사항
- 이 드라마를 계약하면서 김수현은 방송 드라마 사상 최고액인 2억 원의 계약금을 받았다.[1]
- 여성에 대한 왜곡 묘사로 비판을 받았다.[2]
- 가족 시청 시간대에 자극적이고 충격적인 장면을 방영하여 방송심의소위원회로부터 일반권고를 받았다.[3]